# Constituição do Estado do Tocantins
A Constituição do Estado do Tocantins é a Lei Fundamental feita pelo processo legislativo do estado e foi promulgada na então capital Miracema do Tocantins em 5 de outubro de 1989.

## História
Devido o estado ter sido criado na Constituição Federal de 1989 Tocantins criou sua constituição conforme artigo 11 do ADCT da constituição de 1988 e é a primeira Constituição do estado.

### Preâmbulo
| “ | A Assembléia Estadual Constituinte, representando a Comunidade Tocantinense, refletindo as mudanças operadas com o advento de sua emancipação político-administrativa e fazendo-se instrumento de orientação de seu progresso, com Liberdade, Igualdade e Fraternidade, sob a proteção de Deus, promulga sua primeira Constituição. | ” |

### Corpo redacional
A redação do corpo ou texto da primeira Carta Política Maior do Tocantins compôe-se de uma literatura com 162 artigos e, a estes, acrescentam-se 25 artigos do texto das Disposições Transitórias, deles alguns nasceram de emendas constitucionais.

### Corpo constituinte
- Raimundo Nonato Pires dos Santos, Presidente
- Raul de Jesus Lustosa Filho, 1º Vice-Presidente
- Paschoal Baylon das Graças Pedreira , 2º Vice-Presidente
- Lindolfo Campelo da Luz, 1º Secretário
- Gerival Aires Negre, 2º Secretário
- João Mascarenhas de Moraes, 3º Secretário,
- Pedro Braga da Luz, 4º Secretário
- Antônio Jorge Godinho – Arlindo Silvério de Almeida – Carlos Arcy Gama de Barcellos – Francisco de Assis Sales – Iron Marques da Silva – Izidório Correia de Oliveira – João Renildo de Queiroz – Joaquim de Sena Balduíno – Joaquim Machado Filho – José Everaldo Lopes Barros – Jurandi Oliveira Sousa – Luiz Tolentino – Manoel Alencar Neto – Manoel de Jesus Torres – Merval Pimenta Amorim – Paulino Bertoldo Martins – Uiatan Ribeiro Cavalcante – Vicente Ferreira Confessor.[1]

### Primeira emenda
A primeira Emenda Constitucional de Tocantins foi promulgada no dia 19 de dezembro de 1989. A segunda emenda é 25 de janeiro de 1991, mas foi anulada pelo Supremo Tribunal Federal.